# Aellopos clavipes
Espèce
Aellopos clavipes est une espèce de papillons, de la famille des Sphingidés (sous-famille des Macroglossinae, tribu des Philampelini).

## Description
L'aspect est très proche d’Aellopos tantalus, mais a généralement des dimensions légèrement plus grandes.
La face dorsale de l'aile antérieure a une couleur brunâtre foncé, avec des rayures gris-brunâtre et trois petites taches blanches, dont deux sont presque unifiées. La face dorsale de l'aile postérieure est également d'une couleur plus brun-noir, plus uniforme.
Le corps est sombre et présente une bande blanche transversale sur la partie dorsale du segment abdominal intraveineux .
Les antennes sont clavées et accrochées dans la partie terminale. L'envergure est comprise entre 50 et 64 mm.

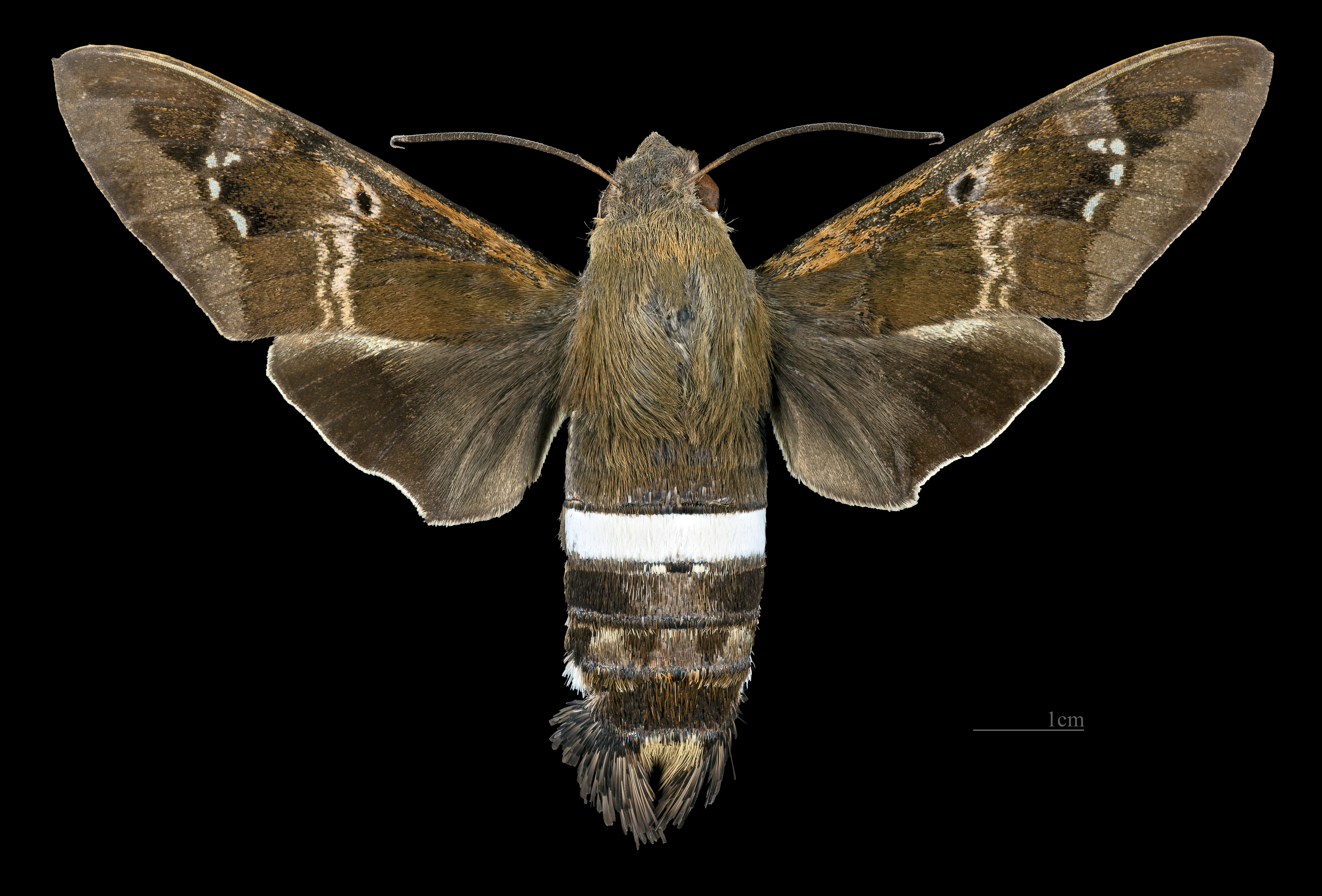
Avers de la femelle. Muséum de Toulouse.
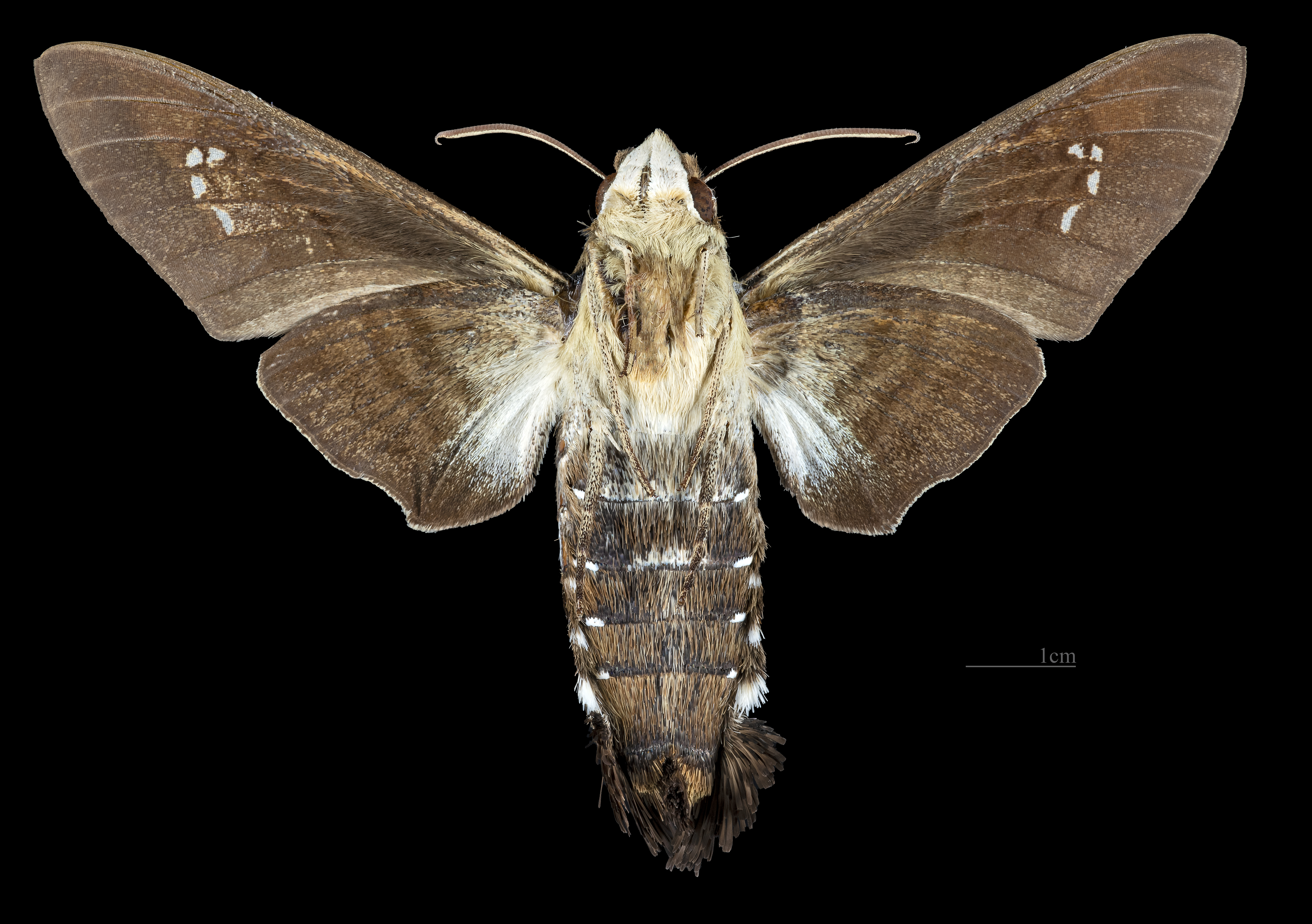
Revers de la femelle. Muséum de Toulouse.

## Distribution et habitat
Distribution
L'espèce se rencontre principalement en Amérique centrale, mais s’étend du Venezuela aux États-Unis (Californie, Arizona et Texas).
Habitat
Plaines tropicales ou subtropicales.

## Biologie
Les adultes volent de mai à décembre au Costa Rica. Il y a probablement trois générations principales avec des adultes qui volent en décembre, d'avril à mai et en septembre.
- Les chenilles se nourrissent de diverses espèces de Rubiacées, notamment Randia rhagocarpa, Randia monantha, Randia aculeata, Guettarda macrosperma et Genipa americana.
- La nymphose a lieu dans des chambres souterraines peu profondes.

## Systématique
- L'espèce Aellopos clavipes a été décrite par les entomologistes britanniques Lionel Walter Rothschild et Heinrich Ernst Karl Jordan, en 1903, sous le nom initial de Pholus analis[1].

### Synonymie
- Sesia clavipes Rothschild & Jordan, 1903 Protonyme
- Sesia clavipes eumelas Jordan, 1924